# Correggio

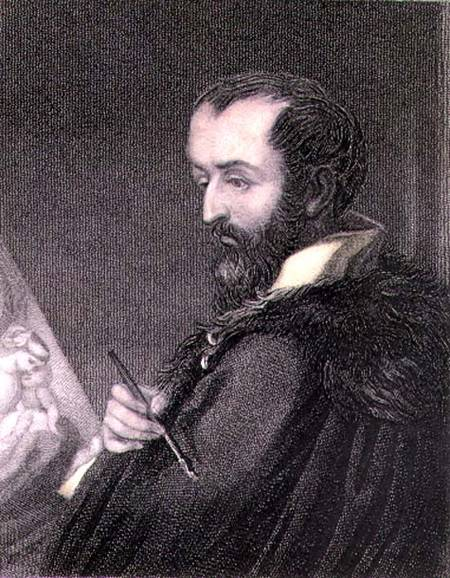
Correggio (autoportret, 1510)

Antonio Allegri numit și Correggio (n. august 1489, Correggio - d. 5 martie 1534 ibidem) a fost un pictor italian din perioada Renașterii, aparținând "școlii din Parma". 
Picturile sale, realizate cu o tehnică iluzionistă, constituie o punte între operele lui Andrea Mantegna din Mantova și arta Barocului. Creația lui servește ca inspirație multor artiști, de la reprezentanții manierismului până la stilul rococo din secolul al XVIII-lea.

## Viața și Opera
Pictorul, cu numele adevărat Antonio Allegri, s-a născut la Correggio, de la care și-a luat numele de artist, o mică localitate situată pe râul Enzo, între Parma și Reggio Emilia. Tatăl lui, Pellegrino Allegri, era negustor de textile, iar mama, Bernardina Piazzoli Ormani, se trăgea dintr-o bogată familie burgheză. Pellegrino Allegri și-a trimis fiul la învățătură la cunoscuți umaniști ai vremii: mai întâi la Giovanni Berni, la Piacenza, apoi la Modena, la maestrul Marastone; în fine, tânărul își însușește cunoștințele literare de la doctorul Lombardi, fost profesor al universității din Bologna. Cu trecerea timpului, Antonio se simte tot mai atras de pictură și începe studii artistice la unchiul său, Lorenzo Allegri. Așa cum menționează primul său biograf, Giorgio Vasari, Antonio Allegri "devine, după scurte studii, un maestru cunoscut și admirat". Nu se știe cu exactitate unde și la cine și-a perfecționat Correggio măiestria artistică. Nu există niciun document care să ateste legăturile sale artistice cu marii maeștri italieni ai picturii din perioada Renașterii, dar influența lor este evidentă în operele sale.

### Începutul carierei la Mantova
În 1511, Correggio se refugiază la Mantova, din cauza unei epidemii de ciumă care bântuia în orașul său natal. În Mantova are la dispoziție bogata colecție de opere antice a familiei Gonzaga. O influență puternică exercită asupra sa frescele lui Andrea Mantegna (1431-1506) din Camera degli Sposi a palatului Gonzaga. Admirând capodoperele antice și cele ale artiștilor contemporani cu el, Correggio exclamă celebrele cuvinte: "Și eu sunt pictor!" (Anch'io sono pittore!).

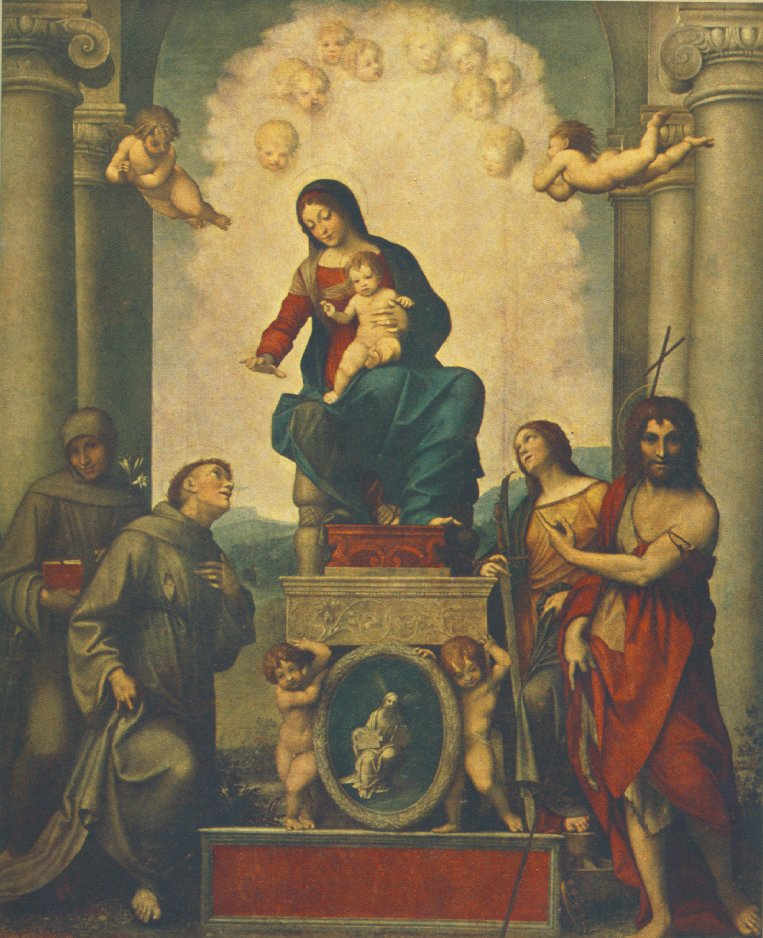
Correggio Madonna și Sfântul Francisc, 1514-1515

În anii ce urmează, artistul lucrează pentru curtea princiară a familiei Gonzaga, primește comenzi și de la ducesa Isabella d'Este, cavalerul Francesco Baiardo din Parma etc. Strânsa legătură cu operele lui Mantegna a lăsat urme evidente în creația timpurie a lui Correggio. În primul său tablou de altar (retabulum), "Madonna și Sfântul Francisc" (1514-1515), pictorul introduce motive împrumutate de la acest maestru, deși expresia impetuoasă și severitatea contururilor caracteristice pentru Mantegna sunt atenuate cu ajutorul delicatului sfumato și al jocului de lumini și umbre, fapt care demonstrează influența lui Leonardo da Vinci. 
Înainte de a se stabili la Parma, Correggio se hotărăște să plece la Roma, unde rămâne timp de doi ani, între 1517 și 1519, și are ocazia să studieze operele de artă aflate acolo. Prezența lui Correggio la Roma este contestată de unii din biografii săi.

### Stabilirea la Parma
După întoarcerea de la Roma, ca artist ajuns deja la maturitate, Correggio se angajează în 1520 să execute decorarea apartamentului de oaspeți al Giovannei da Piacenza, maica superioară a ordinului de călugărițe benedictine de la mânăstirea San Paolo din Parma. Este vorba de o sală de formă aproape pătrată, cu două ferestre, tavanul fiind o cupolă pe care Correggio o acoperă cu fresce pline de o imaginație deosebită. Deasupra frizei pictate la baza cupolei, concepută în "trompe l'oeil", se deschid șaisprezece lunete "en grisaille", care conțin imitații de statui antice ca: Cele Trei Grații, Fortuna, Virginele vestale, parce cu aripi, zeul Pan etc. Toate spațiile disponibile sunt decorate cu bogate ornamente florale, iar în cercurile ce imită ferestrele, se văd amorași fără aripi ("putti") în grupe de câte doi-trei. În 1930 s-a observat în "Camera di San Paolo" apariția mucegaiului și diverse deteriorări cauzate de umezeală. Apartamentul a fost restaurat în întregime în anii 1971-1972. 
În 1520, Correggio se căsătorește cu Girolama Merlini. Un an mai târziu, se naște primul lor fiu, Pomponio; apoi li se vor mai naște trei fete. La 6 iulie 1520, obține comanda de a executa decorarea bisericii San Giovanni Evangelista. Correggio începe să picteze frescele la 16 august din acest an și termină lucrul în ianuarie 1524, pictând pe rând cupola, absida, suprafața arcului tavanului, frizele naosului și ale presbiteriului. Fresca de pe interiorul cupolei reprezintă "Viziunea Sfântului Ioan Evanghelistul în Patmos". În centrul compoziției se vede figura lui Iisus reprezentat într-o perspectivă scurtată (raccourci). Scena, privată de elemente arhitecturale, este alcătuită de șirul de apostoli, prezentați în plan circular. Prin modul magistral de tratare a luminii, artistul obține un efect spațial ideal. 

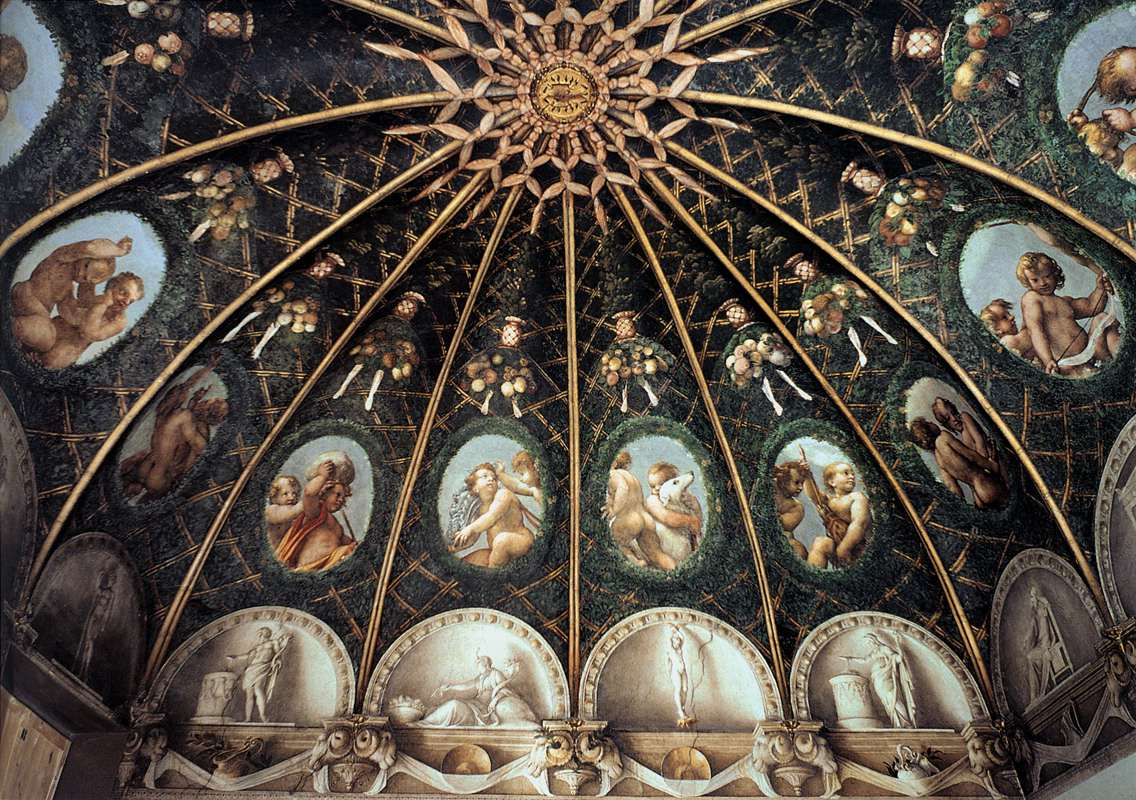
Camera di San Paolo. Cupola (vedere parţială)
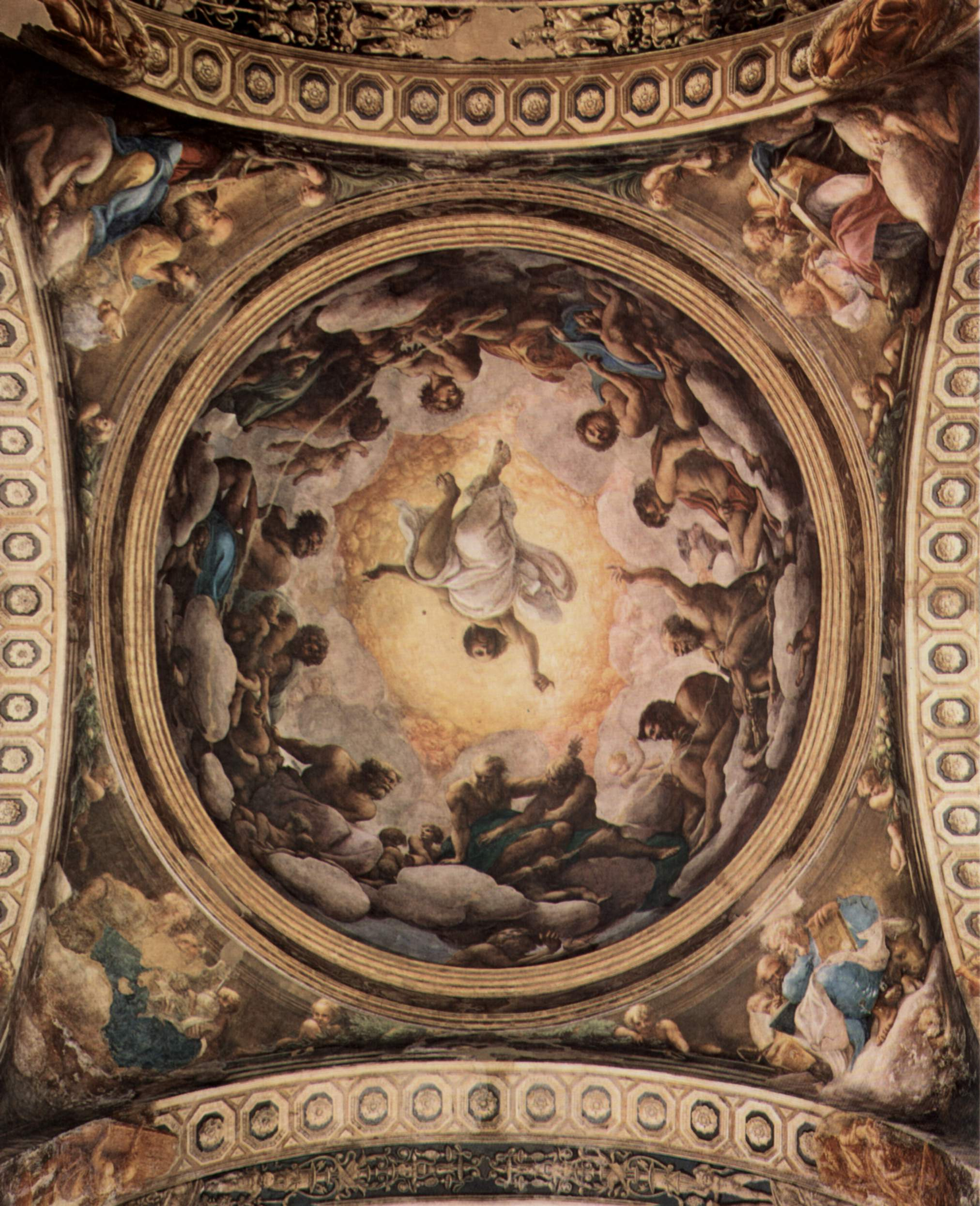
Biserica San Giovanni Evangelista. Viziunea Sfântului Ioan Evanghelistul în Patmos
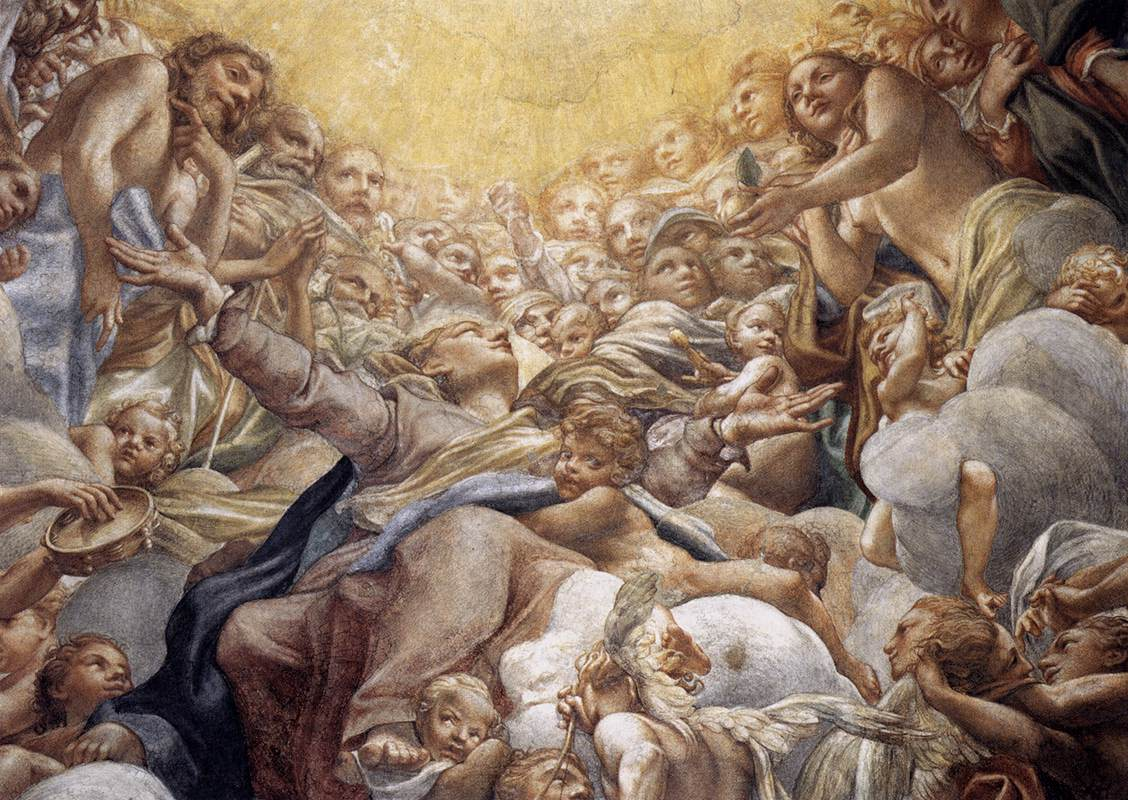
Cupola Catedralei din Parma: Înălţarea la cer a Fecioarei Maria (Detaliu 01)
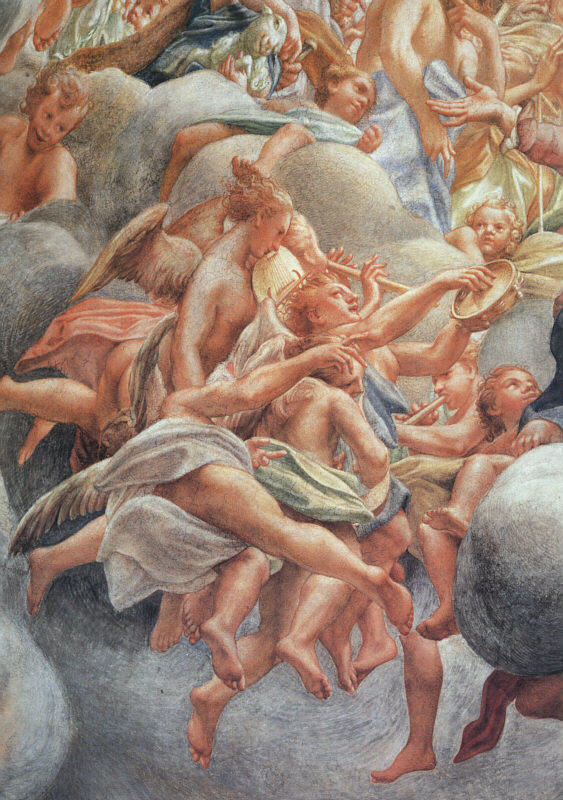
Cupola Catedralei din Parma: Înălţarea la cer a Fecioarei Maria (Detaliu 02)

În noiembrie 1522, pe când lucra încă la frescele din biserica San Giovanni Evangelista, Correggio primește comanda privind decorarea catedralei din Parma. El a efectuat doar în parte această lucrare și anume: frescele cupolei înfățișând înălțarea la cer a Fecioarei Maria, pandantive cu chipurile celor patru sfinți protectori ai orașului (Ioan Botezătorul, Ilarie Toma și Bernard), precum și bolta arcurilor. Frescele tavanului catedralei din Parma marchează încoronarea creației artistice a lui Correggio. Artistul leagă magistral tema picturală de tamburul cupolei și, nuanțând cu o culoare uniformă bordura, produce iluzia perfectă a spațiului infinit și strălucitor. "Înălțarea la cer a Fecioarei Maria" a fost întâmpinată nefavorabil, ceea ce l-a determinat pe artist să nu mai lucreze în continuare la presbiteriu și la absidă; această sarcină i-a fost încredințată în 1535 lui Giorgio Gandino del Grano. În fresca "Înălțarea Fecioarei Maria" profunzimea este sugerată de mișcarea figurației numeroase, de multitudinea planurilor compoziționale, precum și de subordonarea lor perspectivei aeriene.
O experiență total diferită o oferă tablourile de altar ale lui Correggio. Manierismul prezent în ele, mișcarea formelor și multitudinea detaliilor ar fi iritante dacă artistul nu le-ar atenua cu o anume noutate compozițională, și anume cu linii oblice, utilizate tot mai des, care destramă stabilitatea imaginii.

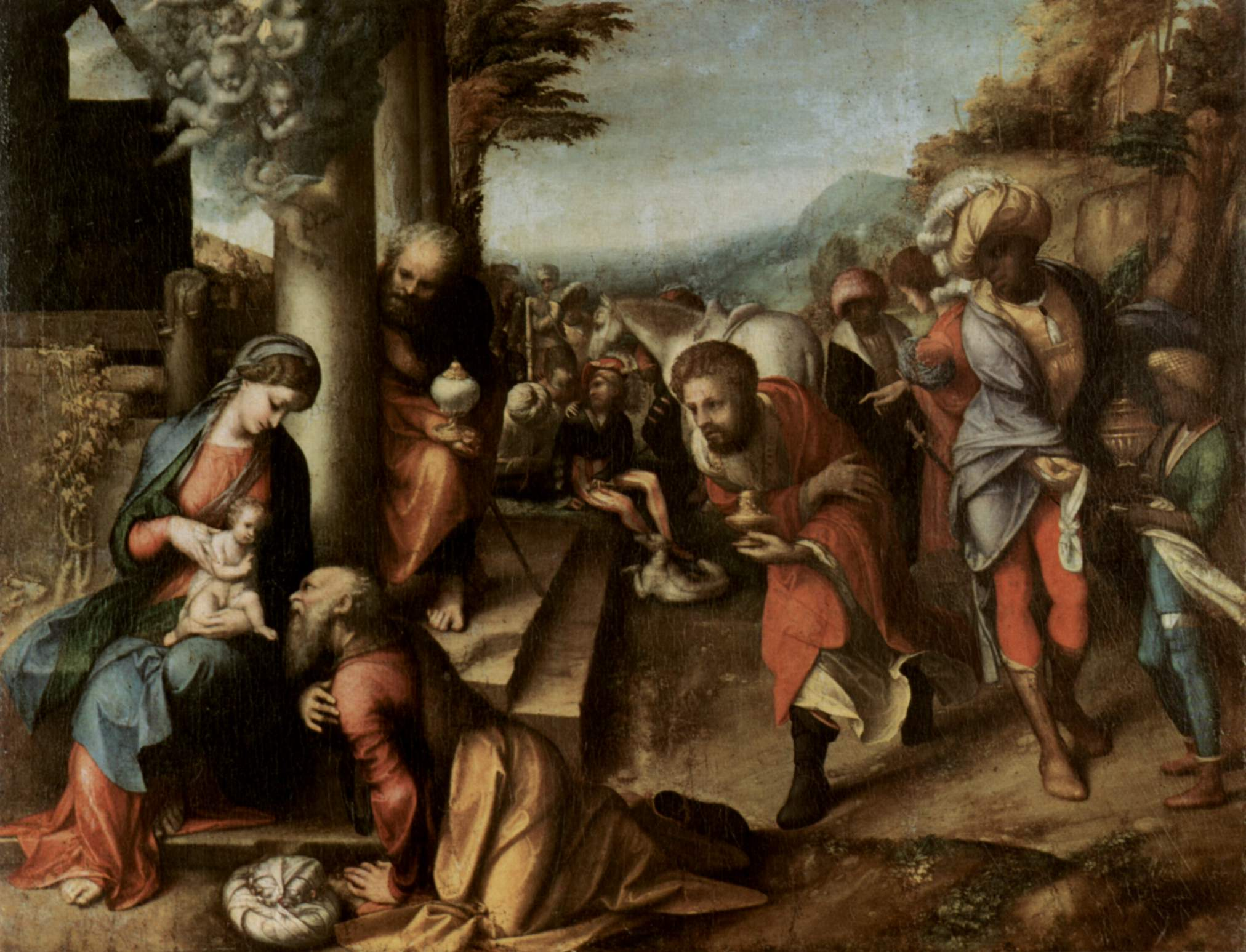
Închinarea magilor (1518)
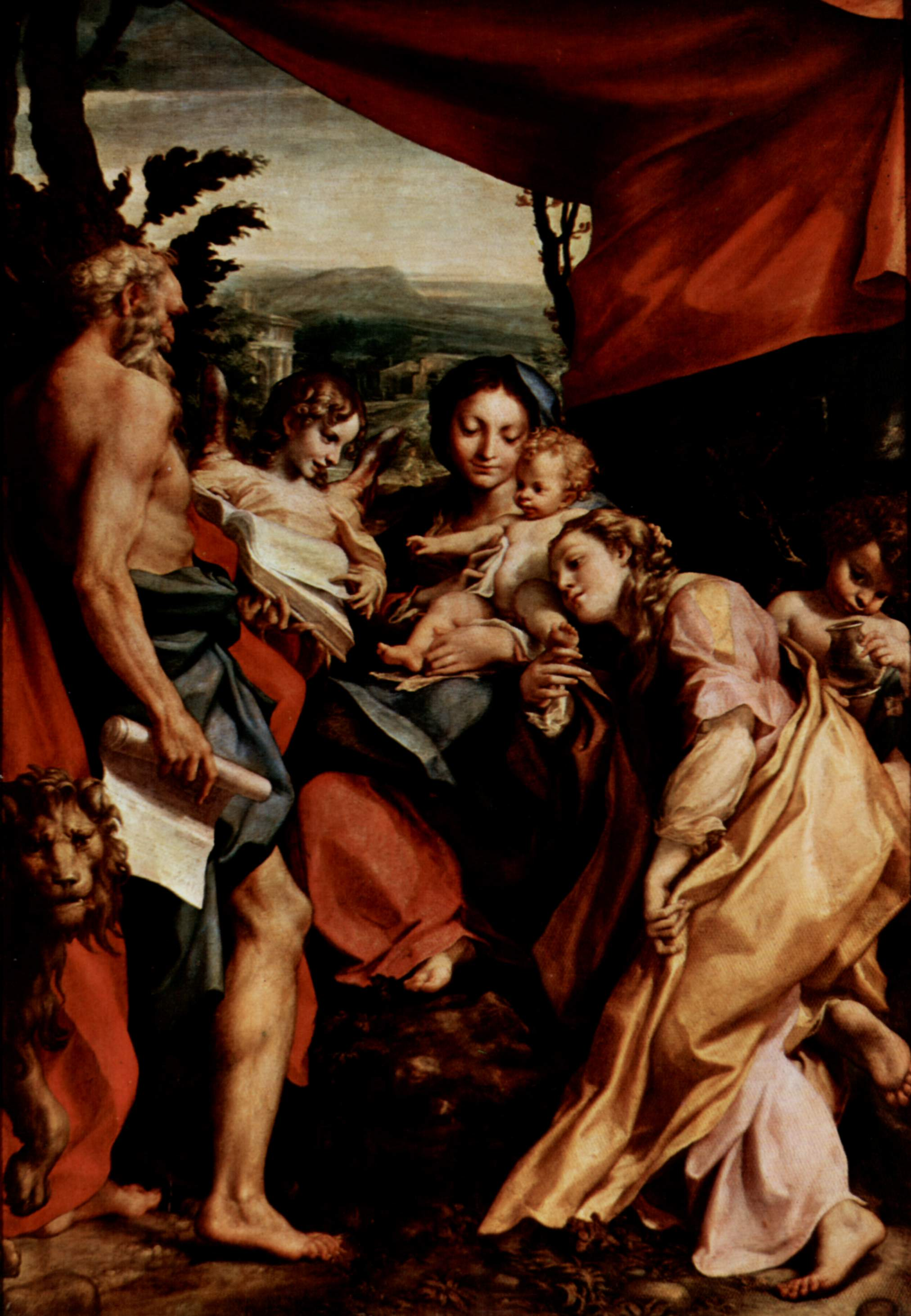
Madonna şi Sfântul Ieronim ("Ziua")
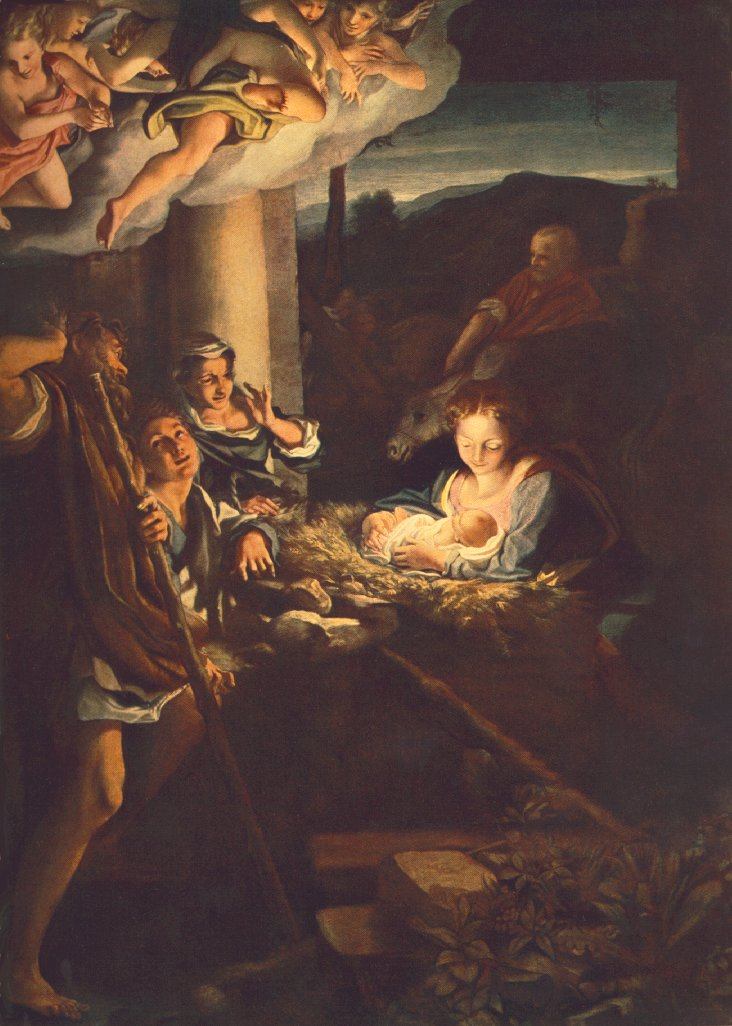
Închinarea păstorilor ("Noaptea")
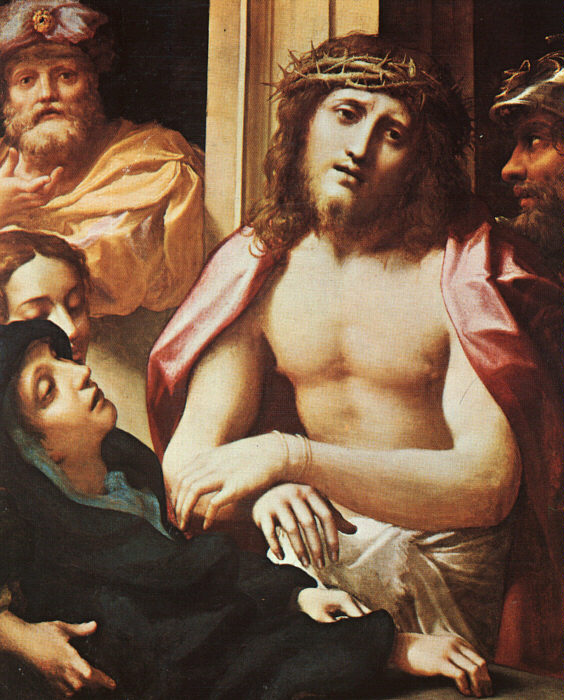
Ecce Homo

Tabloul "Madonna și Sfântul Ieronim" (cunoscut și sub denumirea Giorno - Ziua), precum și "Închinarea păstorilor" (Notte - Noaptea) marchează încoronarea acestor căutări: toate elementele compoziționale sunt subordonate liniilor în diagonală, iar cât privește culorile, acestea pierd din forța lor expresivă în lumina puternică, respectiv dispar în întunericul nopții.
Correggio pictează între anii 1531 și 1532 o serie de tablouri cu tematică mitologică, sub titlul comun de "Iubirile lui Jupiter". Acestea sunt: "Răpirea lui Ganimede", "Jupiter și Io", "Danae" și "Leda".

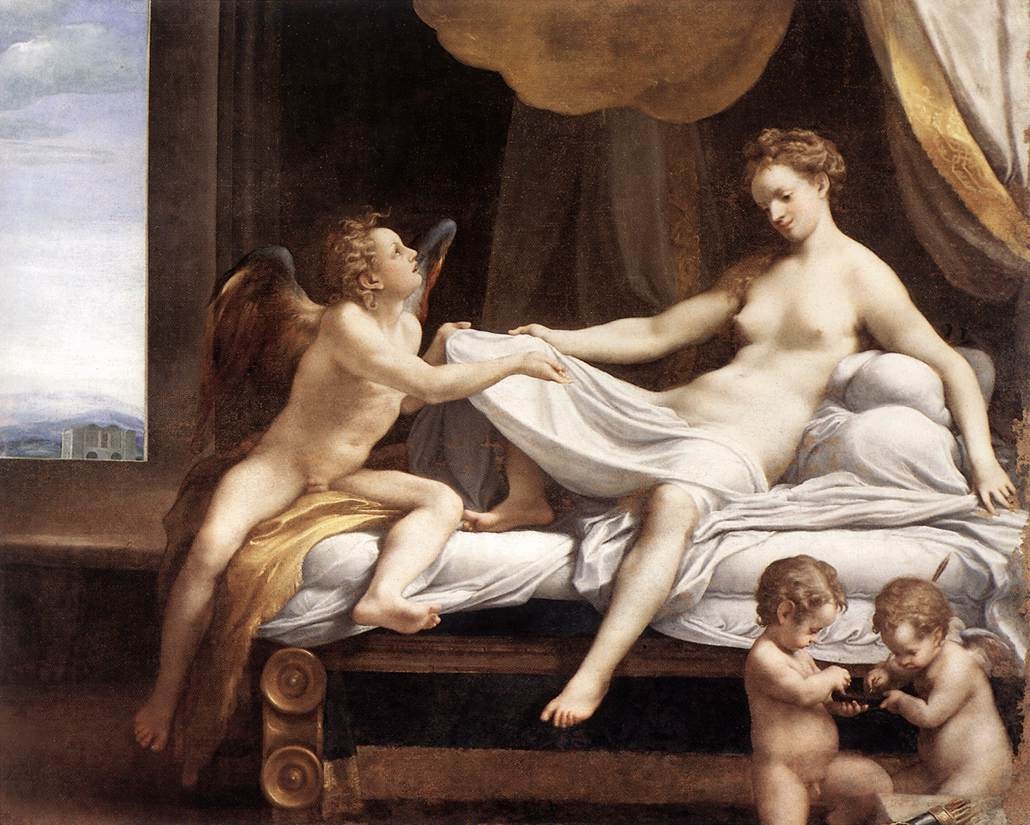
Danae
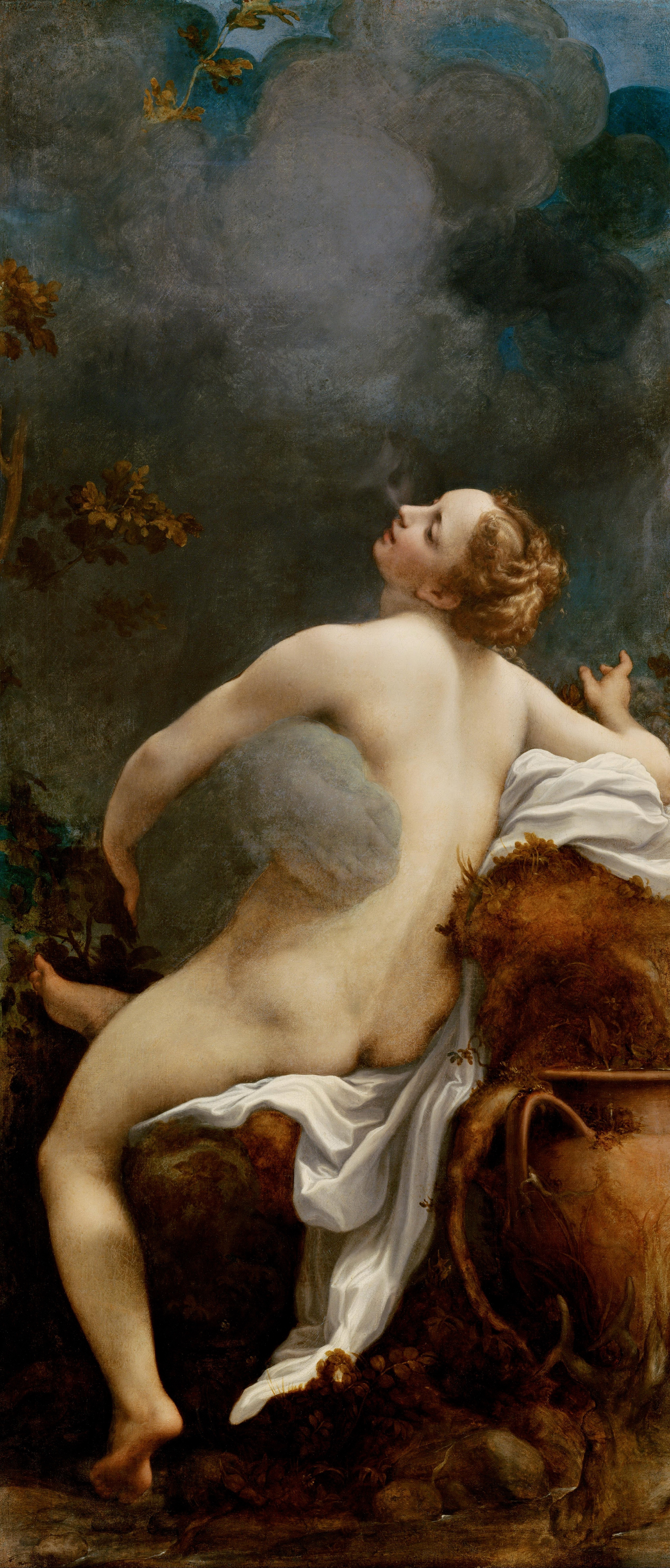
Jupiter şi Io
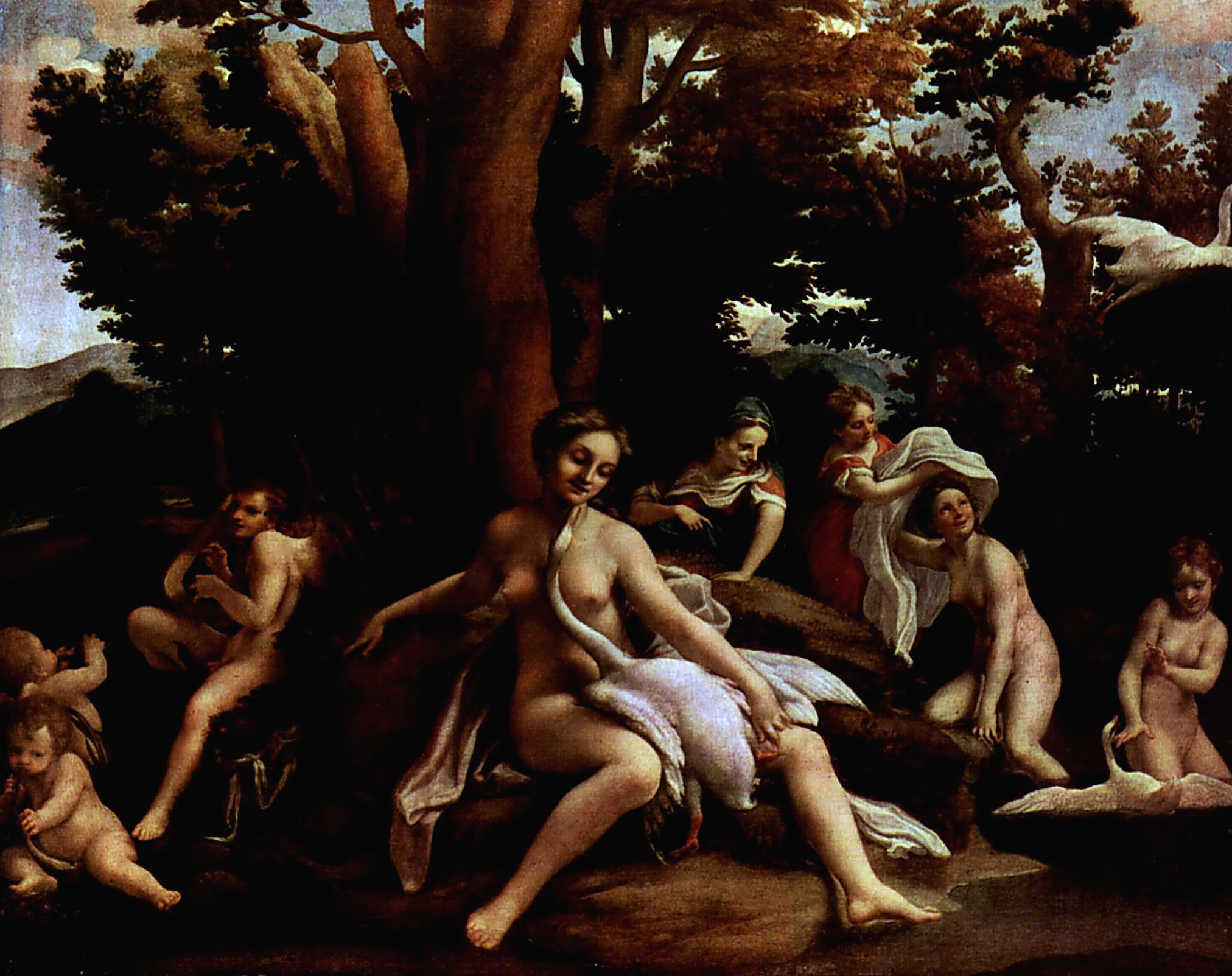
Leda
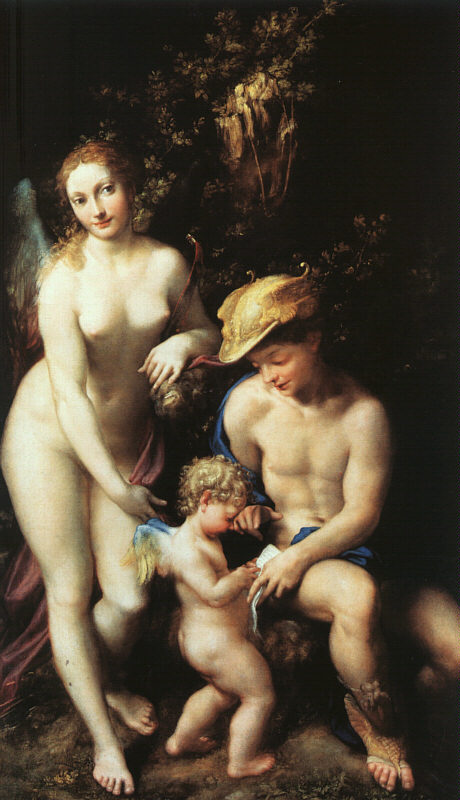
Venus, Mercur şi Cupidon

Seria fusese destinată împăratului Carol al V-lea ca dar cu prilejul încoronării sale, și a fost comandată de Federigo Gonzaga, care îi datora acestuia titlul de duce de Mantova. Tablourile nu au fost terminate la timp și au rămas pentru un timp la Mantova. În 1602, principele Hans Khevenhuller le-a cumpărat pentru colecția împăratului german Rudolf al II-lea.

### Ultimii ani
În 1530, la numai doi ani de la moartea unchiului său Lorenzo - de care fusese foarte apropiat - moare soția sa , Girolama. Zdrobit de această lovitură a destinului, Correggio lasă neterminate câteva tablouri începute și se întoarce în orașul natal. Se bucură de o bună sănătate, nu se plânge de nimic, când, în urma unei "boili subite", moare la 5 martie 1534. Este înmormântat în biserica San Francesco unde, deasupra altarului, se află tabloul "Madonna și Sfântul Francisc", pictat cu exact douăzeci de ani mai înainte.